# عنکبوت‌های اودوبا
عنکبوت‌های اودوبا (انگلیسی: Udubidae) خانواده تازه‌تعریف‌شده‌ای از عنکبوت‌ها هستند.